# Viklan Vindiš
Viklan Vindiš se nachází v lokalitě zvané Vindiš nebo také Ve Vindiši zhruba 1 km severozápadně od města Krásná Hora nad Vltavou v okrese Příbram ve Středočeském kraji. Lokalita je situována nad údolím potoka Pivoňka, jižně od vrcholu Na Krámcích (449 m n. m.), a je dostupná po žluté turistické značce.

## Historie

### Vznik viklanu
Lokalita Vindiš u Krásné Hory nad Vltavou se nachází v jihozápadní části Sedlčanska, která dle geomorfologického členění České republiky přísluší do podcelku Březnická pahorkatina, části celku Benešovská pahorkatina, náležející do geomorfologické oblasti Středočeská pahorkatina. Z hlediska geologického je území Sedlčanska součástí rozsáhlého tělesa hlubinných magmatitů, známého pod názvem středočeský pluton. V důsledku zvětrávání a eroze byly na tomto území denudací obnaženy různé typy granitu, granodioritu a durbachitu. Žulový balvan Vindiš je tvořen těchnickým granitem, což je amfibol-biotitický granit šedivé barvy, obsahující až 4 cm velké narůžovělé vyrostlice živců. Kromě živců obsahuje tento typ granitu minerály amfibol, biotit, křemen, apatit a zirkon.

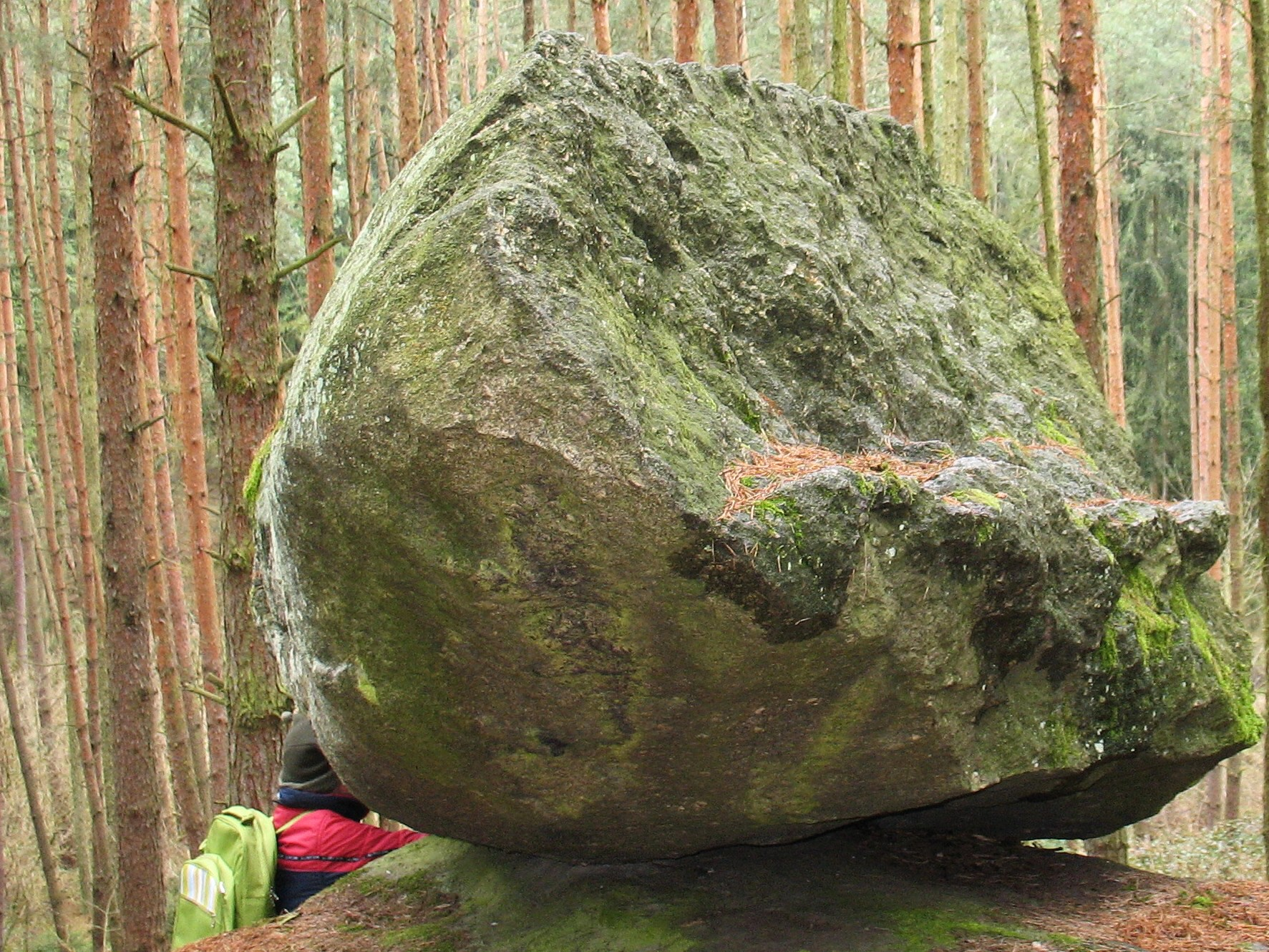
Viklan ve Vindiši - detail odlomené plochy

### Zásah člověka
Žulový balvan Vindiš se dotýká skalního podloží velmi malou plochou svého povrchu. Původní rozměry tohoto skalního bloku byly mnohem větší, jeho délka dosahovala zhruba 5 m. Obyvatelé tohoto regionu však již od středověku využívali zdejší žulové balvany jako zdroj snadno dostupného stavebního materiálu. V důsledku činnosti místních kameníků byla z viklanu odštěpena nejméně celá polovina původního skalního bloku, takže na stanovišti zůstala jen jeho jihovýchodní část, na které jsou dosud patrné stopy po zarážení klínů, podobně jako na viklanu Vrškámen u Petrovic.
Stopy po činnosti kameníků jsou patrné i na dalších balvanech, ležících na svazích vrchu Na Krámcích a v bezprostředním okolí viklanu ve Vindiši.